# 邁克·本特
邁克·本特（英語：Michael Bent；1986年4月25日—）是一位愛爾蘭橄欖球運動員。他是愛爾蘭國家橄欖球隊的一員，代表愛爾蘭參加了2015年橄欖球六國賽。